# Tabriz
Tabriz (perz. تبریز) je glavni grad iranske pokrajine Istočni Azarbajdžan koja se nalazi na sjeverozapadu zemlje. Grad je smješten na sjevernim padinama Sahanda odnosno na ušću rijeke Kuri koja se ulijeva u Adži, na nadmorskoj visini od oko 1350 m. Osnovan je u sasanidskom razdoblju (3. ili 4. stoljeće), a njegova strateška važnost porasla je tijekom dominacije abasidskog kalifata. Tabriz je bio glavni grad Irana u vrijeme vladavine Ilkanata, Kara Koyunlua, Ak Koyunlua, Safavida i Kadžara. Klima područja u kojem se grad nalazi je umjerena: ljeta su općenito umjerene temperature, a zime su hladne. Prema popisu stanovništva iz 2006. godine grad je imao približno 1,400.000 stanovnika, od čega su većina etnički Azeri. Tabriz je četvrti po veličini grad u Iranu, nakon Teherana, Mašhada i Isfahana. Također, nakon teheranske prijestolnice smatra se drugim najznačajnijim industrijskim središtem u zemlji: poznat je po proizvodnji automobila, strojeva, nafte i cementa. Tabriz obiluje brojnim povijesnim spomenicima od kojih je među najpoznatijima Tabriški bazar, povijesni kompleks uvršten 2010. godine na UNESCO-ovu listu svjetske baštine.

## Poveznice
- Zračna luka Tabriz

## Vanjske poveznice
- (perz.) Službene stranice grada Tabriza  Arhivirana inačica izvorne stranice od 26. veljače 2021. (Wayback Machine)

Ostali projekti
|  | Zajednički poslužitelj ima još gradiva o temi Tabriz |